# Andreu Mas-Colell
Andreu Mas-Colell (Barcelona, 29 de juny de 1944) és un polític, economista i professor universitari català, que va ser conseller d'Universitats, Recerca i Societat de la Informació (2000-2003) i d'Economia i Coneixement (2010-2016) de la Generalitat de Catalunya.
L'any 2006 va ser condecorat amb la creu de Sant Jordi.

## Activitat professional
Estudià Ciències Econòmiques a la Universitat de Barcelona i a la Universitat de Valladolid. Després continuà els estudis a la Universitat de Minnesota, on es doctorà el 1972.
Treballà com a professor a la Universitat de Califòrnia a Berkeley del 1972 al 1981, després a la Universitat Harvard fins al 1995, quan es traslladà a la Universitat Pompeu Fabra, d'on és professor actualment.
És un dels grans microeconomistes actuals, coautor de Microeconomic Theory (1995) juntament amb Michael Whinston i Jerry Green, que és el manual de referència sobre microeconomia a les universitats de tot el món. Els seus treballs científics han girat entorn de l'equilibri neowalrasià.
L'any 1998 rebé el premi Rei Joan Carles I d'Economia.
El 1993 fou president de la Econometric Society. Ha estat editor, entre d'altres, de la revista científica Econometrica, una de les més influents en economia, entre 1998 i 1992. Des del 2005 és membre de l'Institut d'Estudis Catalans. Fou membre del consell assessor de la Fundació Centre d'Estudis Jordi Pujol.
El juliol de 2021 va ser nomenat vicepresident de l'associació Barcelona Global.

## Activitat política
Entre l'abril de 2000 i desembre de 2003 fou conseller d'Universitats, Recerca i Societat de la Informació de la Generalitat de Catalunya durant l'últim govern presidit per Jordi Pujol.
Artur Mas, abans de prendre possessió com a president de la Generalitat, va confirmar a Mas-Colell com a futur conseller d'Economia i Coneixement de la Generalitat. El 29 de desembre de 2010 va prendre possessió del càrrec que va exercir fins al 14 de gener de 2016.
Mas-Colell és un dels 34 ex alts càrrecs de la Generalitat a qui el Tribunal de Comptes acusa d'haver comès irregularitats en l'acció exterior entre els anys 2011 i 2017 i als quals exigeix més de 5,4 milions d’euros.

## Premis i reconeixements
- 1989 - Distinció de col·legiat de mèrit del Col·legi d'Economistes de Catalunya.
- 1991 - Doctor Honoris Causa per la Universitat d'Alacant.[3]
- 2015 - Doctor Honoris Causa per la Universitat de Chicago.[4]
- 2023 – Medalla d'Or al Mèrit Científic per l'Ajuntament de Barcelona.